# Суонсон, Дуэйн
Дуэйн Суонсон (англ. Duane Alexander Swanson, 23 августа 1913, Waterman, Иллинойс — 13 сентября 2000, Cumberland Furnace, Теннесси) — американский баскетболист, участник летних Олимпийских игр 1936 года в Берлине, олимпийский чемпион.

## Биография
Дуэйн Суонсон играл в команде Калифорнийского университета в Лос-Анджелесе в начале 1930-х годов. Затем он играл в баскетбольном чемпионате  Ассоциации любительского спорта в команде Universal Studios, которая составляла половину состава олимпийской сборной США 1936 года. Он сделал карьеру в кино, большую часть своей жизни проработав в компании CBS Studios. В годы Второй мировой войны cлужил в армии США.